# Андомская возвышенность
Андо́мская возвы́шенность, или А́ндомская — возвышенность на северо-западе Восточно-Европейской равнины.

## География
Находится на территории трёх субъектов Российской Федерации: Вологодской области (Вытегорский район, 78 % территории), Республики Карелия (Пудожский район, 17 %) и Архангельской области (Каргопольский район, 5 %) в зоне сочленения Фенноскандии и Русской равнины. На юго-западе граничит с Мегорской, на северо-западе — с Кенозерской грядами.

## Характеристика
Характеризуется крутым северо-западным склоном, пологим северо-восточным и слабовыраженным южным. Представляет собой треугольник со сглаженными углами и длиною сторон около 100 км, условными вершинами которого можно считать город Вытегру — на западе, озеро Юнгозеро — на севере и посёлок Солза — на востоке. Наивысшая точка — гора Верхнеандомская (абсолютная высота 298,8 м, относительная — 55 м).
Является водоразделом озёр Лача, Онежского и Белого, относящимся, соответственно, к бассейнам Белого, Балтийского и Каспийского морей. На возвышенности берут начало реки Андома, Колода, Сомба, Тихманьга, Ухта, Сойда, Кема и их притоки. Заболоченность территории не превышает 10—15 %, крупный болотный массив Корь-Гладь занимает площадь около 5 тыс. га. Мощность торфа составляет в среднем 5,5 м.
На территории возвышенности находятся государственные природные заказники — ландшафтные «Атлека», «Верхне-Андомский», «Янсорский» и гидрологический «Сойдозерский», сохранились участки коренных еловых лесов. Зарегистрировано 159 видов птиц, из них 146 — гнездящиеся.
Первые упоминания о крестьянских поселениях Андомской возвышенности датируются XVI веком и содержатся в Писцовой книге Обонежской пятины Заонежской половины 1582—1583 гг.

## История и этимология названия
В качестве возвышенности этот участок был впервые выделен геологом В. П. Бархатовой из-за наличия крутого северо-западного склона и был назван по одноимённому озеру — «Куржинской возвышенностью». Позднее было дано название «Андомская» по существовавшему ранее названию местности — «Андомские высоты».
Сам же топоним, вероятно, возник от вепсского словосочетания «and-maa» — «дающая земля». По мнению В. С. Куликова, вепсское слово «anda» можно перевести и как «вдающийся» — мыс Андомский далеко выходит в Онежское озеро и мог дать название реке и возвышенности, с которой та берёт начало.

## Геологическое строение
Сложена главным образом известняком, в основании — каменноугольные отложения, на поверхности — ледниковые и водноледниковые. Поверхность плоская, с холмисто-моренным, моренно-грядовым, полого-холмистым рельефом и множеством извилистых озёр, среди которых наиболее крупные — Сойдозеро, Куржинское и Купецкое. Характерен карст.
Андомская возвышенность приурочена к юго-восточному склону Фенноскандинавского щита и характеризуется сложным строением фундамента, в котором отчётливо выделяются два структурных этажа: нижний слагают магматические и метаморфические породы архея и палеопротерозоя с возрастом 3,5—1,7 млрд лет, верхний сложен залегающими осадочными породами вендской системы неопротерозоя, девонской, каменноугольной и пермской систем палеозоя. Вендская система представлена конгломератами, песчаниками, алевролитами и глинами с возрастом около 600 млн лет.

## Точка «Атлека»

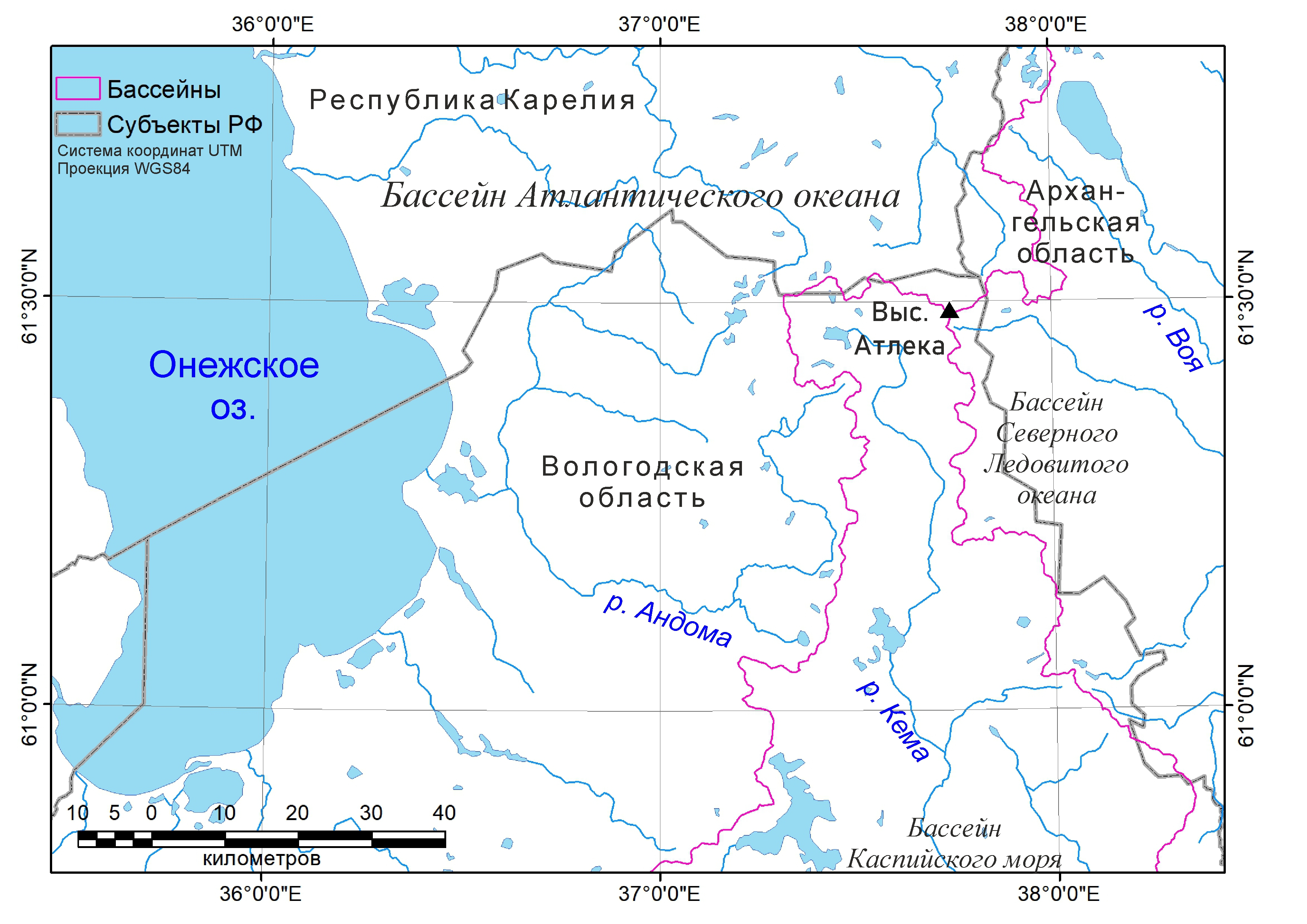
Местоположение точки Атлека

В северо-восточной части Андомской возвышенности 61°30′ с. ш. 37°44′ в. д. была выявлена уникальная, единственная в Европе и России, точка, получившая название «Атлека» (по начальным буквам трёх составляющих бассейнов). В ней сочленяются бассейны Атлантического и Ледовитого океанов и крупнейшей в мире внутриконтинентальной системы Каспийского моря. Подобных точек на Земле известно две: одна находится на хребте Каргапазары в Турции 40°10′ с. ш. 41°36′ в. д., другая — на хребте Льюис в США 48°36′ с. ш. 113°44′ в. д.. Принципиальное отличие точки «Атлека» состоит в её высоте — 237 метров, которая на порядок ниже высот гор Льюис (3099 м) и Каргапазары (3133 м).